# Gradungula
Gradungula és un gènere monotípic d'aranyes araneomorfes de la família dels gradungúlids (Gradungulidae). Fou descrita per primera vegada l'any 1955 per Forster. Té una única espècie, Gradungula sorenseni, que és endèmica de Nova Zelanda.
El nom derivat de llatí gradus "pas" i ungula "urpa", fent referència a les urpes ampliades de la part del davant. Aquests urpes també s'observen en altres membres de la família dels gradungúlids.